# CaixaForum Tarragona
CaixaForum Tarragona és un centre cultural de la Fundació la Caixa.

## Edifici
Es troba en un edifici dels anys 1950 projectat per l'arquitecte tarragoní Pujol i Sevil a la Rambla Nova. Concebut com a biblioteca i sala d’exposicions, s'ha anat transformant a mesura que han evolucionat les necessitats socials i culturals dels ciutadans, fins que el 2008 es va convertir en CaixaForum Tarragona.

## Activitats
En els darrers anys, ha acollit mostres temporals com:
- Sorolla. Apunts a la sorra (2017)
- Gènesi. Sebastião Salgado (2018)
- Cinema i emocions. Un viatge a la infància – Cinémathèque française (2019)
- Pintura flamenca i holandesa del Museu de Ginebra (2019)
- Faraó. Rei d’Egipte – British Museum (2020)
- Art i mite. Els déus del Prado – Museu del Prado (2021)
- Apollo 11. L’arribada de l’home a la Lluna (2021)
- Pixar. Construint personatges – Pixar Animation Studios (2022)

A més, el centre ofereix una àmplia programació d'activitats de divulgació científica, cultural i artística per a tots els públics en formats diversos, com ara conferències, debats, tallers, espectacles i projeccions que permeten ser un lloc de trobada per aprendre, dialogar, passar-s'ho bé i créixer amb la cultura.